# Nota de rodapé
Nota de rodapé é uma anotação colocada ao pé de uma página de um livro, ou documento, adicionando comentário de referência ou fonte, ou ambos, para parte do texto da matéria na mesma página.
São textos que apontam citações ou referências, no fim da página, em fonte menor e divididas do restante do texto mediante uma pequena linha.
Uma nota de rodapé é, em geral, associada com a marcação de um número sobrescrito no fim do texto a ser comentado com a nota ao pé da página:
Um texto na página a ser comentado recebe o primeiro número¹
Cada outra anotação receberá o próximo número associado com a anotação ao pé da mesma página.²
No pé da página, uma linha separa a anotações:
¹ para a primeira anotação na página.,
² para a segunda anotação, e assim por diante…